# M1917リボルバー
M1917 リボルバー（M1917 Revolver）は、アメリカで設計された2種類の45口径6連発回転式拳銃である。制式名称はUnited States Revolver, Caliber .45, M1917（合衆国.45口径回転式拳銃M1917）。
1917年にこの名称で採用された拳銃は2種類あり、片方はコルトが、もう片方はS&Wが設計を担った。これらは軍部の要請に基づき、装弾数や口径こそ統一されていたものの、全く異なる製品である。

## 開発の背景
第一次世界大戦参戦の直前、アメリカ陸軍はおよそ93,000人から成っており、コルトやスプリングフィールド造兵廠が製造した55,800丁のM1911拳銃が配備されていた。しかし、参戦に伴う動員によって陸軍は300万人程度まで拡大することが予想され、拳銃はこのうち60%の人員に配備する必要があった。こうした急激な軍の拡大はM1911を含む各種火器の供給不足へと繋がった。この問題への暫定的な対応として、軍部は銃器最大手の2社、すなわちコルトとS&Wが民生市場向けに製造していた大型リボルバーに注目した。しかし、弾薬供給上の混乱を避けるべく、.45ロング・コルト弾を用いるコルトM1909“ニューサービス”の再採用は却下され、現行の標準官給拳銃弾である.45ACP弾への対応が求められたのである。

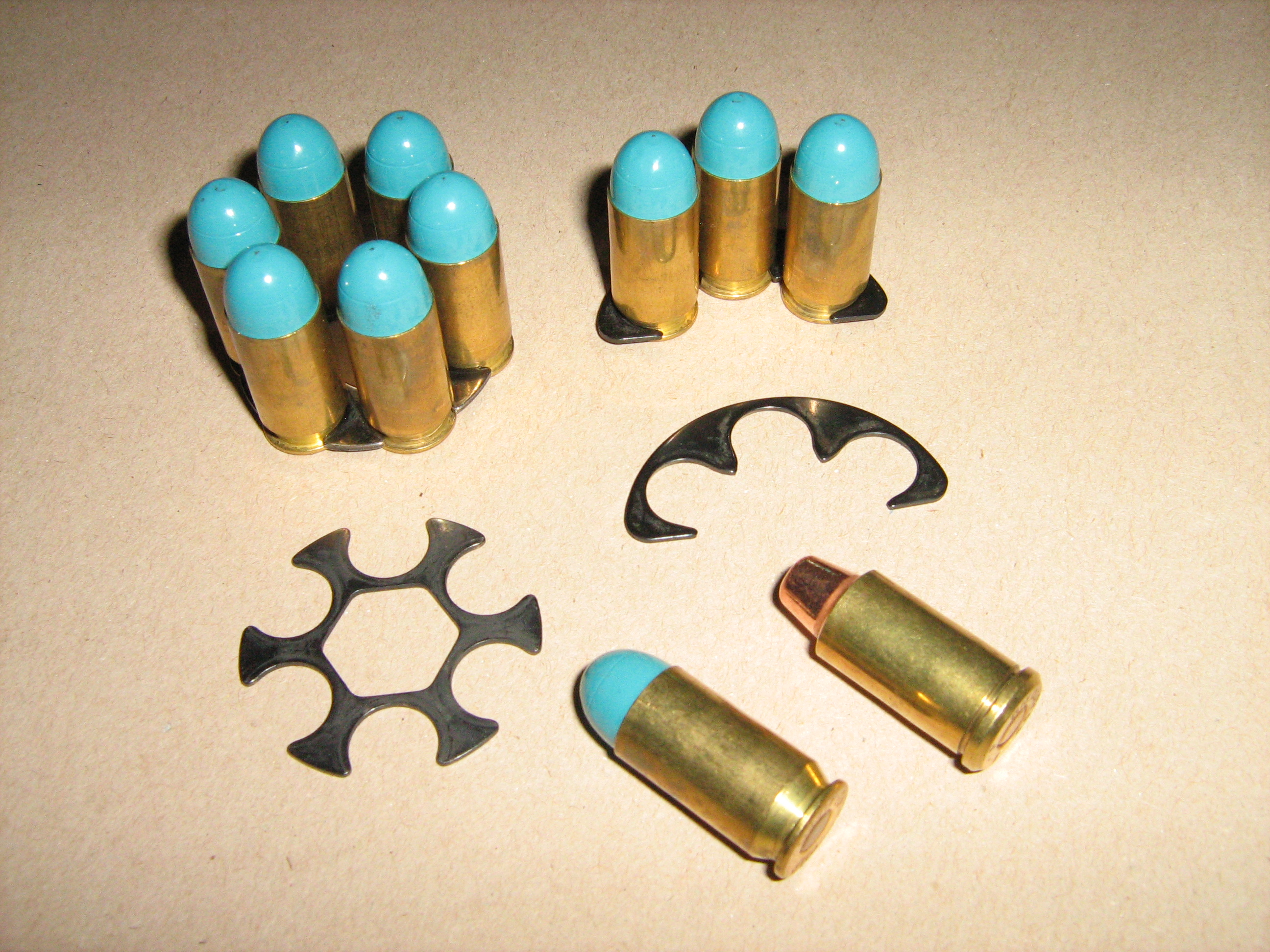
フルムーンクリップとハーフムーンクリップ。中央の金具2つがそれぞれのクリップ単体で、奥の2つは各クリップに6発および3発の.45ACP弾（空色の弾頭）を取り付けた状態。手前右下にある色違いの弾頭の弾薬1発は.45 オートリム弾。

.45ACP弾は本来は自動拳銃用の弾薬であり、回転式拳銃の弾薬としては薬莢形状の問題があり、そのままでの使用には適さない。自動拳銃用の弾薬は通常は薬莢の底板の直径は薬莢本体の直径を超えることはないが、回転式拳銃用の弾薬としては、底板の直径が薬莢本体より大きい「有起縁式」の形状でなければ、回転式拳銃の輪胴式弾倉（シリンダー）の後端に弾薬を固定することができないため、撃鉄が弾底を叩いた時に弾薬全体が前に押し出されてしまい、撃針が信管に届かない、撃鉄が充分な力で信管を叩くことができない、といった理由から発火不良となってしまう可能性が高まる上、発砲後にシリンダーの内部に張り付いた薬莢が通常の手段では取り出せなくなってしまうためである。
この問題に対処するため、両社とも、.45ACP弾の薬莢抽出のためにムーン・クリップという補助具を使用した。これは半円形や円形の薄い金属製のクリップに.45ACP弾の底板の溝をはめ込むことにより、複数発を束ねることで、回転式拳銃用の有起縁式薬莢と同様に使用できるようにするものである。このムーンクリップを開発したのはS&Wであり、特許も同社が取得していたが、軍部の要請により、この製品に関してはコルトも自社製M1917向けに自由に使うことができた。

## コルトM1917
コルトは、以前にも軍用回転式拳銃の供給を行っている。コルトM1909は、同社が生産していたコルト・ニューサービスのヘビーフレームモデルで、.45ロング・コルト弾を使用する。米比戦争際にストッピングパワーの不足が指摘された38口径S&W製リボルバーを更新する目的で採用された。コルトM1917はコルトM1909とほぼ同一の設計で、リムレスの.45ACP弾を保持するためにシリンダーのサイズが変更されているほか、ハーフムーンクリップを取り付けるための隙間も作られた。
初期型のコルトM1917には、余剰品として残されていたニューサービスのシリンダーを削ったものが使用されており、ハーフムーンクリップを用いないで装填を行った場合、弾丸が奥まで入りすぎて前方から滑り落ちることもあった。当初、コルトM1917で使用する.45ACP弾は3連発ハーフムーンクリップに留めた状態のものを8つ1セットとして銃と同時に供給されていたのだが、クリップに留められていない状態の弾薬がこれ以前に大量に供給されていたこともあり、後にシリンダーのヘッドスペースが調整され、クリップを使わずとも装填ができるように改善が図られた。なお、S&W M1917では当初からヘッドスペースを.45ACP弾に合わせて調整している。
最終型ではハーフムーンクリップを用いずに装填が行えるようになったが、それでも不発は完全には無くならず、信頼性に問題があった。また、射撃後には鉛筆やクリーニングロッドなどの細い棒でシリンダーの装弾口前面より薬莢を手作業で突き出す必要があり、この点が非常に不評であった。
コルトM1917は、154,802丁が製造された。軍以外では、郵政省や司法省、財務省の武装職員にも少数が配備された。

## S&W M1917
S&W M1917は、S&Wが民生市場向けに生産していた.44 ハンドエジェクター（S&W トリプルロック）を原型とする。.44 ハンドエジェクターの口径を.45ACP弾に適応させた上で、ハーフムーンクリップを取り付けるためにシリンダーをわずかに短縮し、握りの部分にランヤード用の吊環が追加されている。
また、S&WはM1917の生産に先立つ1914年夏にイギリス政府からの要請を受け、.455ウェブリー弾仕様のハンドエジェクターを設計した。このモデルは1916年までイギリス製ウェブリー・リボルバーの生産不足を補う目的で生産されていた。
コルトとS&WのM1917で共通して使用されるハーフムーンクリップは、当時のS&W社長ジョセフ・ウェッソン（Joseph Wesson）によって発明されたもので、最初のリボルバー用スピードローダーとも言われている。
S&W M1917は、開発の当初からシリンダーが.45ACP弾向けに加工されていた。そのため、ハーフムーンクリップを用いない場合でもコルトM1917に比べて撃発の信頼性が高かった。ただし、排莢器（全弾発砲後にシリンダー内の薬莢を一度に排出するための機構）はリムレス弾に対応していないため、排莢はやはり鉛筆やクリーニングロッドなどの細い棒でシリンダーの装弾口前面より薬莢を突き出す必要があった。
なお元々S&W M1917はブルーイング仕上げによって表面が青く染められており、その青黒い外観が大きな特徴とされていたが、第二次世界大戦前後には表面処理はパーカライジング処理に転換されており、この処理に切り替えられたものは艶消しの鉄色となっている。
第一次世界大戦中、十分な生産を実現するため、S&W社は政府の管理化に置かれた。これは一次的な措置ではあったものの、同社がウェッソン一族の手を離れた最初の事例であった。終戦までの製造数は163,476丁ほどと言われている。社員からは単に「官給型」（Government Model）とも呼ばれた。
1945年頃、在庫として残されていたS&W M1917が枯渇し、S&W社は民生市場向けモデルを新たに生産し始めた。基本的には軍用M1917と同等の銃だが、軍財産を示す刻印は無く、チェッカリングが施されたクルミ材のグリップを備えていた。民生用モデルは1949年に生産が終了した。売上は中程度だったが、S&W社によるS&W M22やS&W M625といった.45ACP弾仕様リボルバーの開発に繋がった。

## 第一次世界大戦後

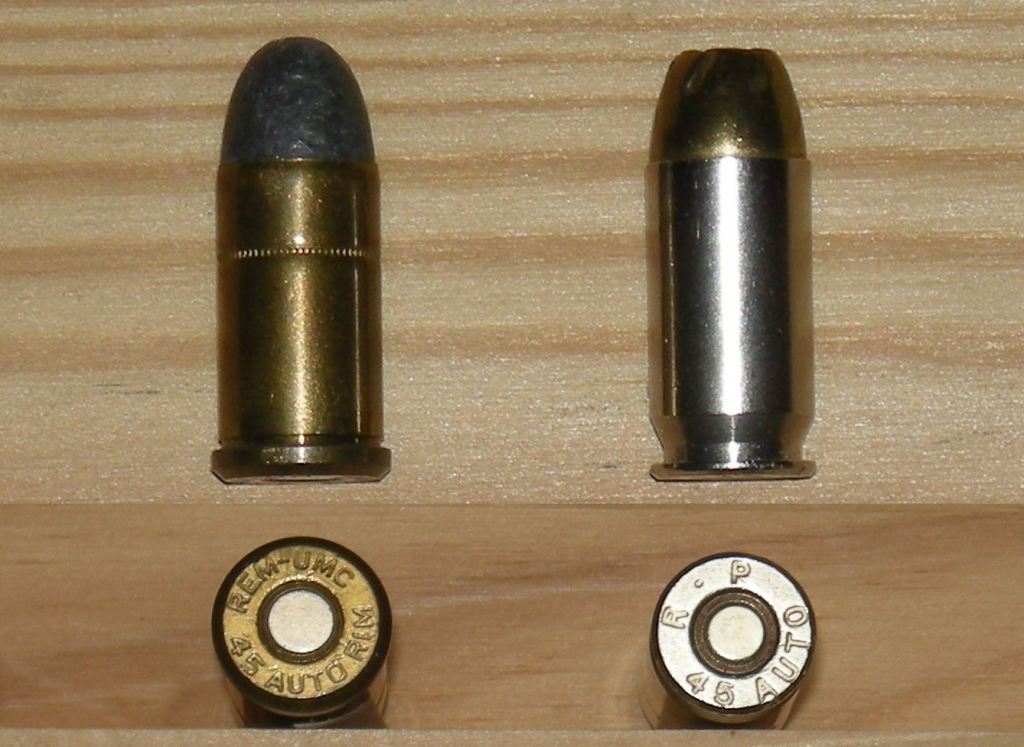
左: .45 オートリム弾
右: .45ACP弾

第一次世界大戦後、多くのM1917は余剰在庫として民生市場や警察向けに放出された。また、民生向けの新規調達も行われている。
しかし、民間市場では、ハーフムーンクリップが非常に不評であった。ハーフムーンクリップは弾丸の着脱が煩雑だとして敬遠されたが、これを用いない場合はいずれのM1917もしばしば不発が起こったのである。こうした意見を背景に、ピーターズ弾薬社（Peters ammunition company）は、1920年に.45 オートリム弾（.45 Auto Rim）と呼ばれる実包を設計した。これは、.45ACP弾をリムド仕様に改めたもので、いずれのM1917でもクリップを用いることなく確実に撃発することが可能である。1950年代後半から1960年代には、コルト・S&Wの両社とも通信販売を用いてM1917を安値で販売した。
アメリカ軍では憲兵隊などで配備が続いた。当初は国内展開部隊でのみ使用されることとされていたが、1941年に第二次世界大戦に参戦した後、ヨーロッパおよび太平洋に派遣された憲兵らはM1917を携行していた。憲兵の業務に適すると考えられていたため、M1911が十分に供給された後も憲兵隊では長らく更新を行わず、ベトナム戦争頃まで使われていた。憲兵以外では、迫撃砲や機関銃を運用する兵士らの自衛用火器としても使われた。

### ブラジル
1937年には、ブラジルが25,000丁のS&W M1917をブラジル軍向けに調達している。当時、ブラジルではパラベラム・ピストル、各種S&W製.38口径リボルバー、92エスパニョール（S&W M10のコピー品）などが配備されており、近代化の一環として.45ACP弾仕様拳銃への更新を検討していた。ブラジルに輸出されたM1917は、M1937やブラジル契約型M1917（Brazilian-contract M1917）と俗称される。側面にはブラジルの国章が刻まれており、リアサイトの形状が改められているほか、グリップも民生用と同じチェッカーグリップに改められている。ただし、一部はグリップの交換が行われなかった。

### 日本
太平洋戦争後、日本の占領統治を行っていた連合国軍最高司令官総司令部（GHQ）は、治安の悪化を受けて日本の警察に対して拳銃の携帯を許可した。この際に日本軍から接収していた十四年式拳銃などが支給されたが、状態が悪く数量も不足していたため、昭和25年に代わりにアメリカ軍で余剰在庫になっていたM1917やM1911などのアメリカ軍の拳銃が貸与されることとなった。これらの銃は昭和30年に日本に正式に譲渡され、その後日本警察に配備されたM1917は、昭和50年代まで使用された。
M1911に代表される自動拳銃が主に刑事部の捜査官に必要な際のみ携行されたのに対し、M1917は警ら部（1993年以降の呼称は「地域部」）の制服警官の常時装備品として長らく使用されていたために、一般に目にされる機会も多く、「日本の警察官の使っている拳銃」の代表的なものであった。しかし、供与された時点で既に耐用年数を過ぎて動作不良や精度低下をきたしていたものが多く、大きく重いために常時携帯の負担が大きい上、.45口径の弾薬は警察用としては威力過大である、という問題も指摘されており、実際に携行する現場からの評判は必ずしも高いものではなかったとされる。
M1917は1960年代に入ってより後継である国産のニューナンブM60回転式拳銃に更新されてゆき、1980年代までにほぼ全てが用途廃止となった。